# Numero ennagonale centrato

Rappresentazione dei primi numeri ennagonali centrati (1 escluso).

In teoria dei numeri, un numero ennagonale centrato è un numero poligonale centrato che rappresenta un ennagono con un punto al centro e gli altri punti che lo circondano. La formula per l'n-esimo numero ennagonale centrato è:
{\displaystyle {\frac {(3n-2)(3n-1)}{2}}={\frac {9n^{2}-9n+2}{2}}}.
I primi numeri ennagonali centrati sono: 1, 10, 28, 55, 91, 136, 190, 253, 325, 406, 496, 595, 703, 820, 946, 1081, 1225, 1378, 1540, 1711, 1891, 2080, 2278.

## Proprietà matematiche
L'n-esimo numero ennagonale centrato può essere visto come la somma di nove volte l'(n-1)-esimo numero triangolare e di un punto centrale. Un numero triangolare su tre è anche ennagonale centrato: lo sono tutti gli (3n+1)-esimi numeri triangolari. Conoscendo l'n-esimo numero ettagonale centrato, si può ricavare il successivo aggiungendo 9n.

Ad eccezione di 6, tutti i numeri perfetti pari sono anche numeri ennagonali centrati. Questo perché i numeri perfetti pari si possono scrivere come
{\displaystyle 2^{p-1}(2^{p}-1)={\frac {2^{p}(2^{n+1}-1)}{2}}={\frac {(2^{p}-1+1)(2^{p}-1)}{2}}={\frac {(3k-2)(3k-1)}{2}}}
I numeri ennagonali centrati ad essere anche perfetti sono il 3°, 11°, 43°, 2731°, 43691°, 174763°...
La sequenza dei numeri ennagonali centrati, espressa modulo 2, è pari a 1, 0, 0, 1, 1, 0, 0, 1, 1, 0, 0, 1, 1... Ciò significa che, dopo l'1 iniziale dispari, si susseguono alternativamente coppie di numeri ennagonali centrati pari e dispari.
 Tutti i numeri ennagonali centrati sono congrui a 1 modulo 9. La radice numerica di un numero ennagonale centrato è sempre pari a 1. Le ultime cifre dei numeri ennagonali centrati, in base 10, si ripetodo periodicamente secondo lo schema [1, 0, 8, 5, 1, 6, 0, 3, 5, 6, 6, 5, 3, 0, 6, 1, 5, 8, 0, 1]. 
Nel 1850 il matematico Frederick Pollock ha congetturato che ogni numero naturale sia esprimibile come somma di al più 11 numeri ennagonali centrati. Il problema è ancora insoluto.